# Amaryllidaceae
Le Amarillidacee (Amaryllidaceae J.St.-Hil., 1805) sono una famiglia di piante monocotiledoni dell'ordine Asparagales.
Hanno distribuzione per lo più tropicale e subtropicale, la loro presenza nelle aree temperate è meno significativa. La famiglia è composta essenzialmente da piante bulbose che nella stagione sfavorevole trascorrono un periodo di riposo completo perdendo tutta la loro porzione epigea, fusto e foglie, così da sparire completamente alla vista. Sono piante vigorose che amano il pieno sole e che possono raggiungere anche grandi dimensioni: crescono bene in poca terra e hanno grandi e forti radici. In Italia sono comuni generi come il narciso e il bucaneve.

## Descrizione

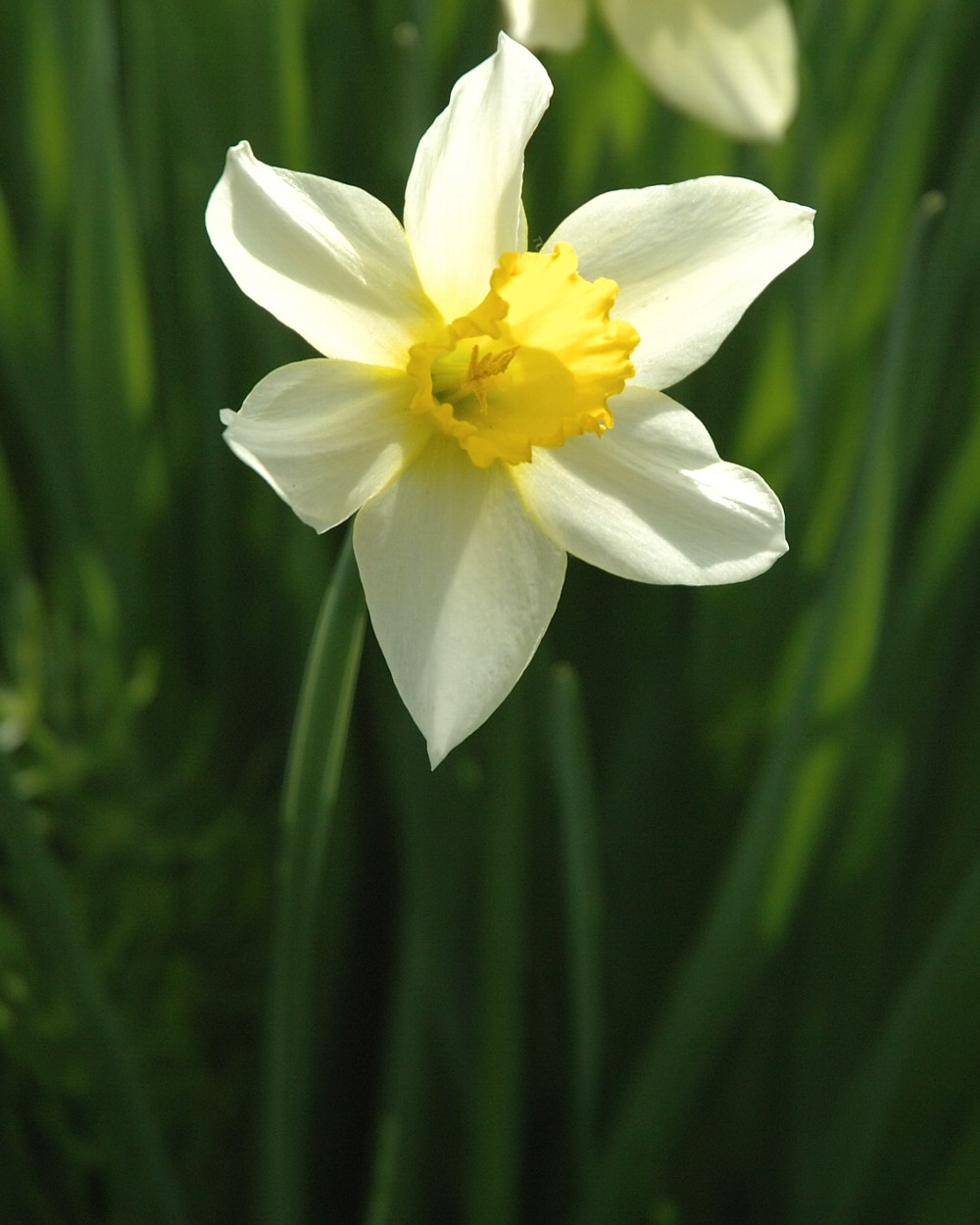
Fiore di Narcissus sp.

La famiglia comprende piante erbacee. Il fiore è formato da due verticilli di tre pezzi ciascuno spesso con aspetto petaloide (6 tepali) ed indicati come perigonio. Il gineceo è formato da un ovario infero formato dalla fusione di tre carpelli (tricarpellare) e con 3 logge (triloculare). L'androceo è costituito da 6 stami, carattere fondamentale per distinguerle dalle affini Iridaceae. Nella famiglia è frequente la presenza di una paracorolla cioè un prolungamento di tipo petaloide saldato (es. genere Narcissus, Pancratium e Hymenocallis) o libero. La paracorolla è generalmente colorata concolore o meno rispetto alla corolla. L'impollinazione è zoofila. Il frutto è una capsula loculicida plurisperma o più raramente una bacca (es. Clivia).

## Tassonomia
Queste piante sono strettamente imparentate alle Liliaceae e il sistema Cronquist le attribuiva all'ordine Liliales. Tanto le Liliaceae quanto le Amaryllidaceae tendono ad immagazzinare sostanze nutritive in bulbi o altri organi sotterranei.
La differenza tra le due famiglie sta essenzialmente nella posizione dell'ovario: nelle Amaryllidaceae l'ovario è infero, nelle Liliaceae è supero (si trova quindi in posizione chiaramente superiore rispetto al ricettacolo).
La Classificazione APG II (2003) prevedeva la possibilità di raggruppare tutte le Amaryllidaceae all'interno della famiglia delle Alliaceae. La Classificazione APG III ha invece proposto di conservare il nome Amaryllidaceae al posto di Alliaceae per designare la famiglia allargata nel 2003.
La famiglia è suddivisa in tre sottofamiglie (Agapanthoideae, Allioideae e Amaryllidoideae), ciascuna delle quali suddivisa in diverse tribù:

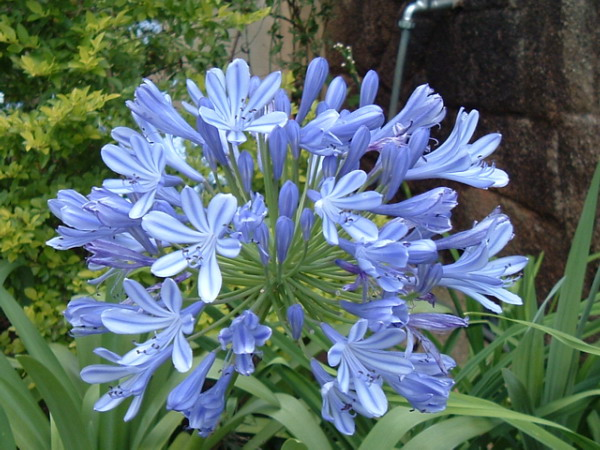
Agapanthus africanus

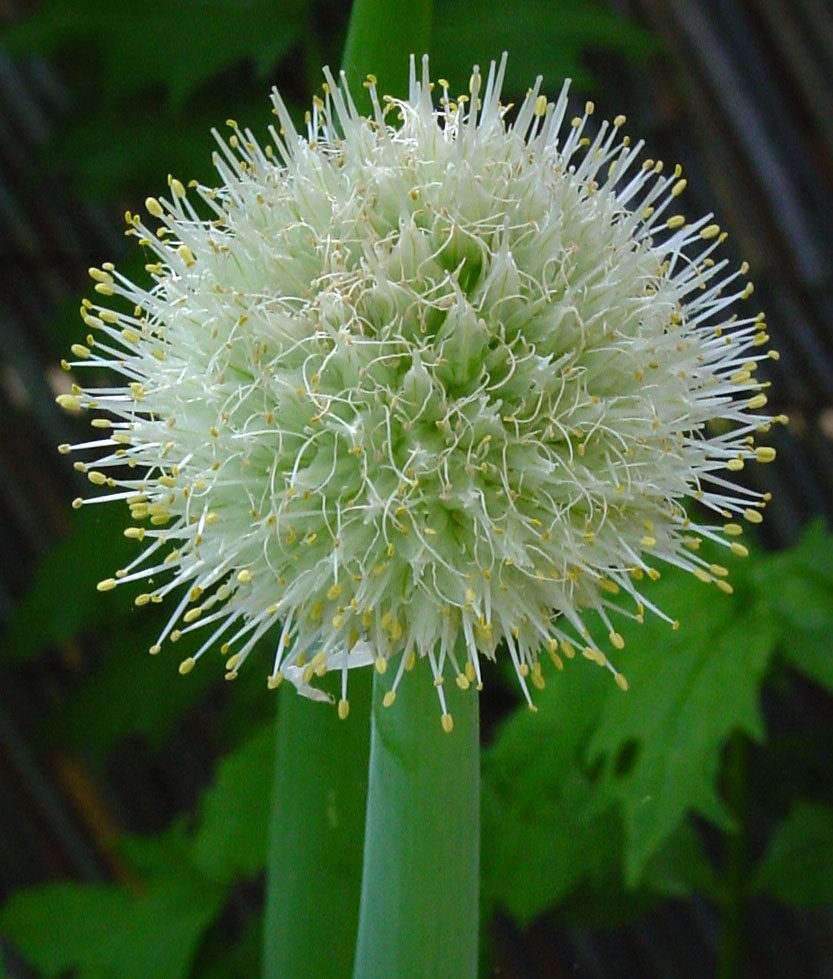
Allium cepa

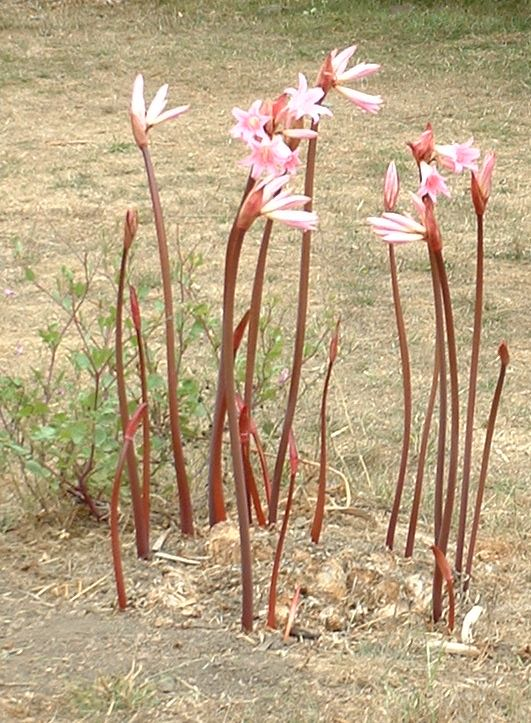
Amaryllis belladonna

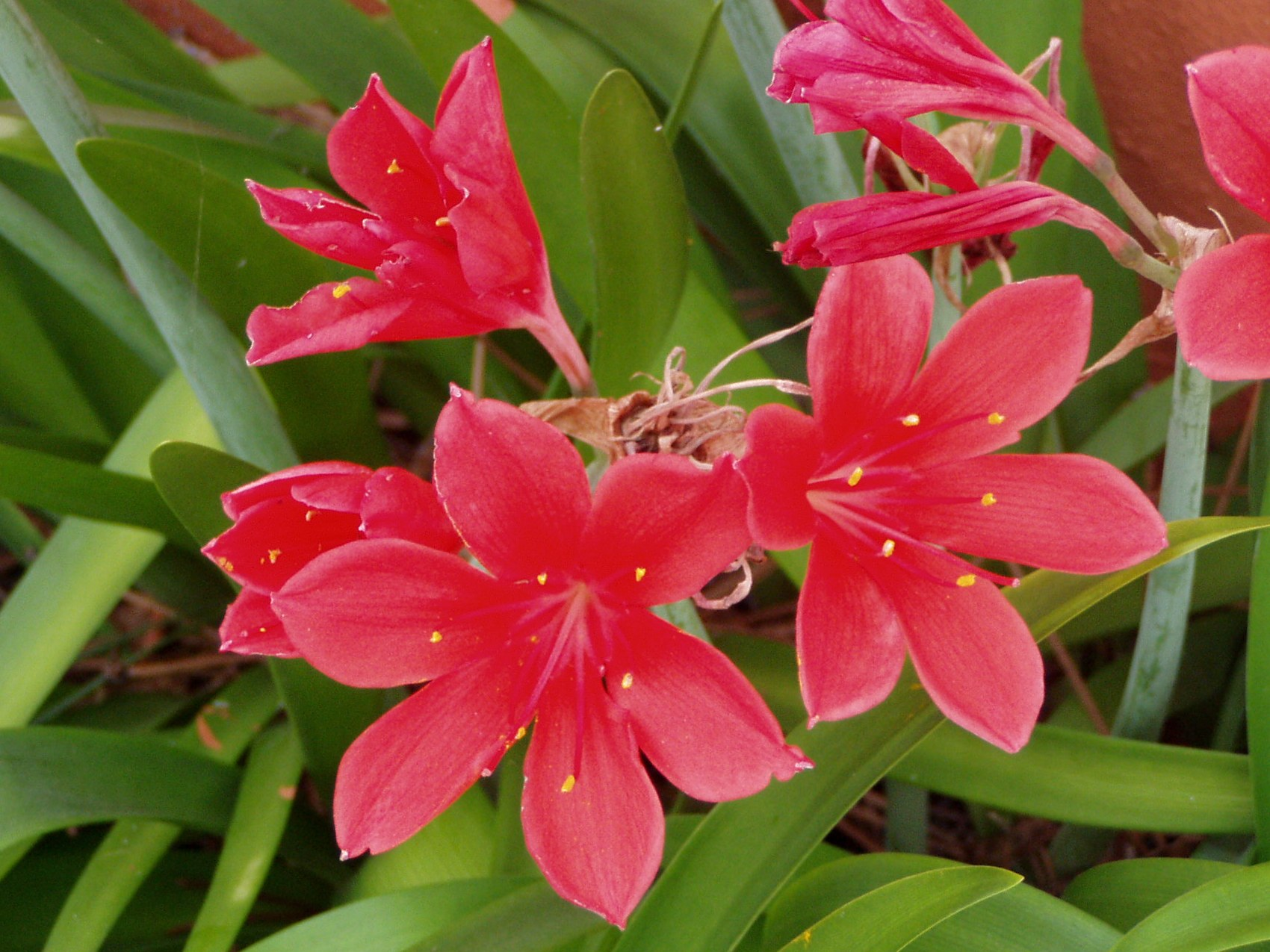
Cyrtanthus elatus

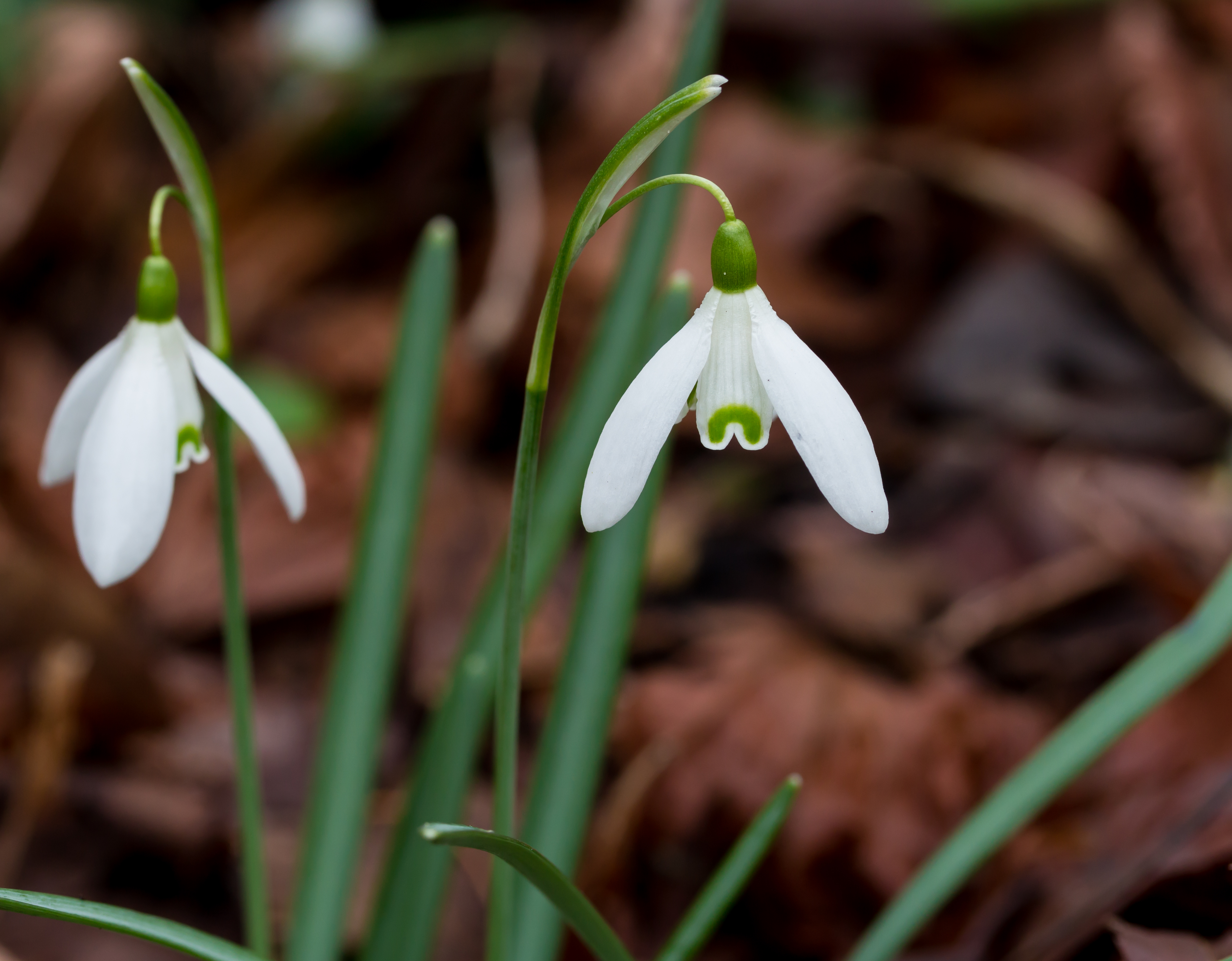
Galanthus nivalis

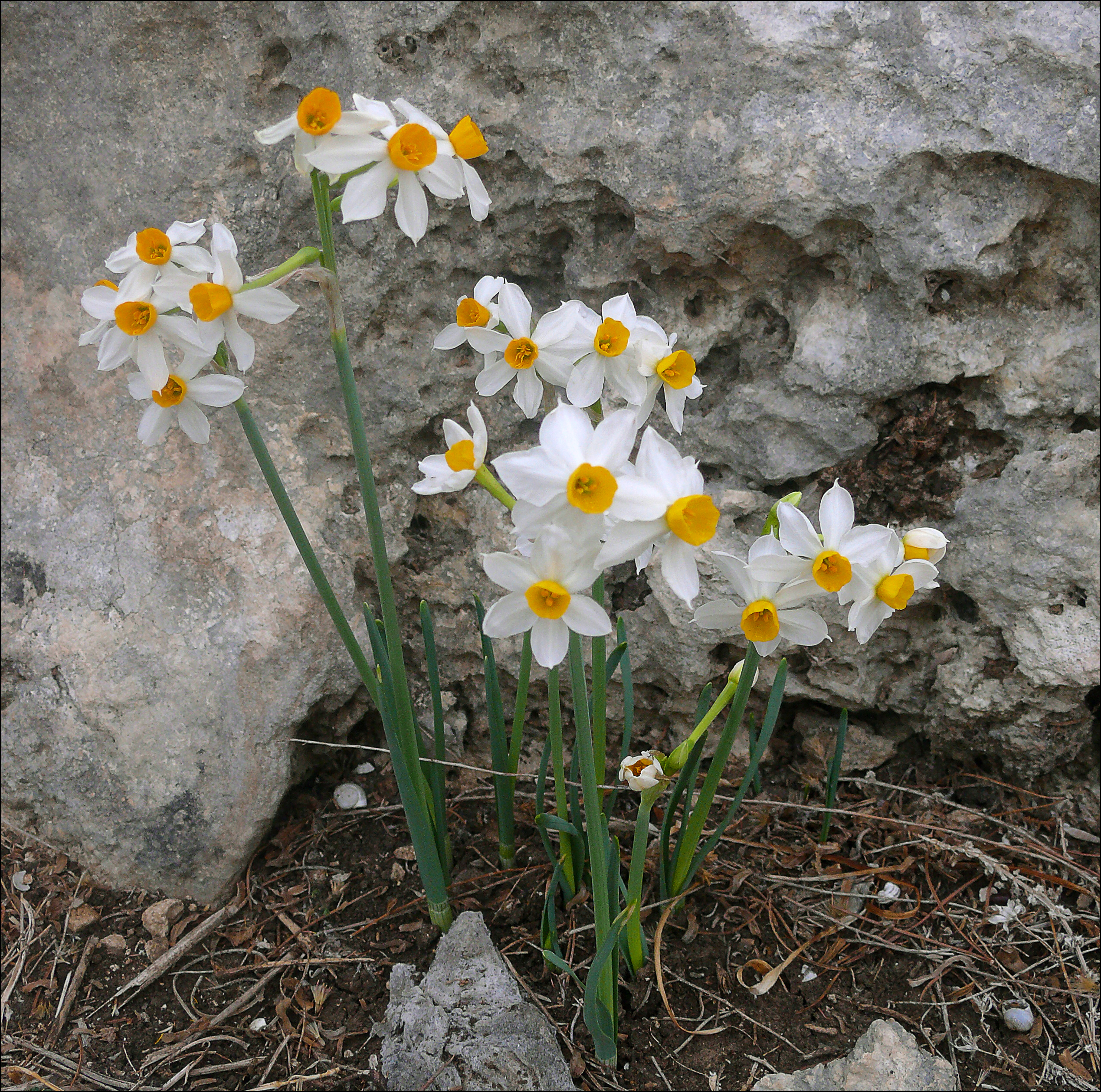
Narcissus tazetta

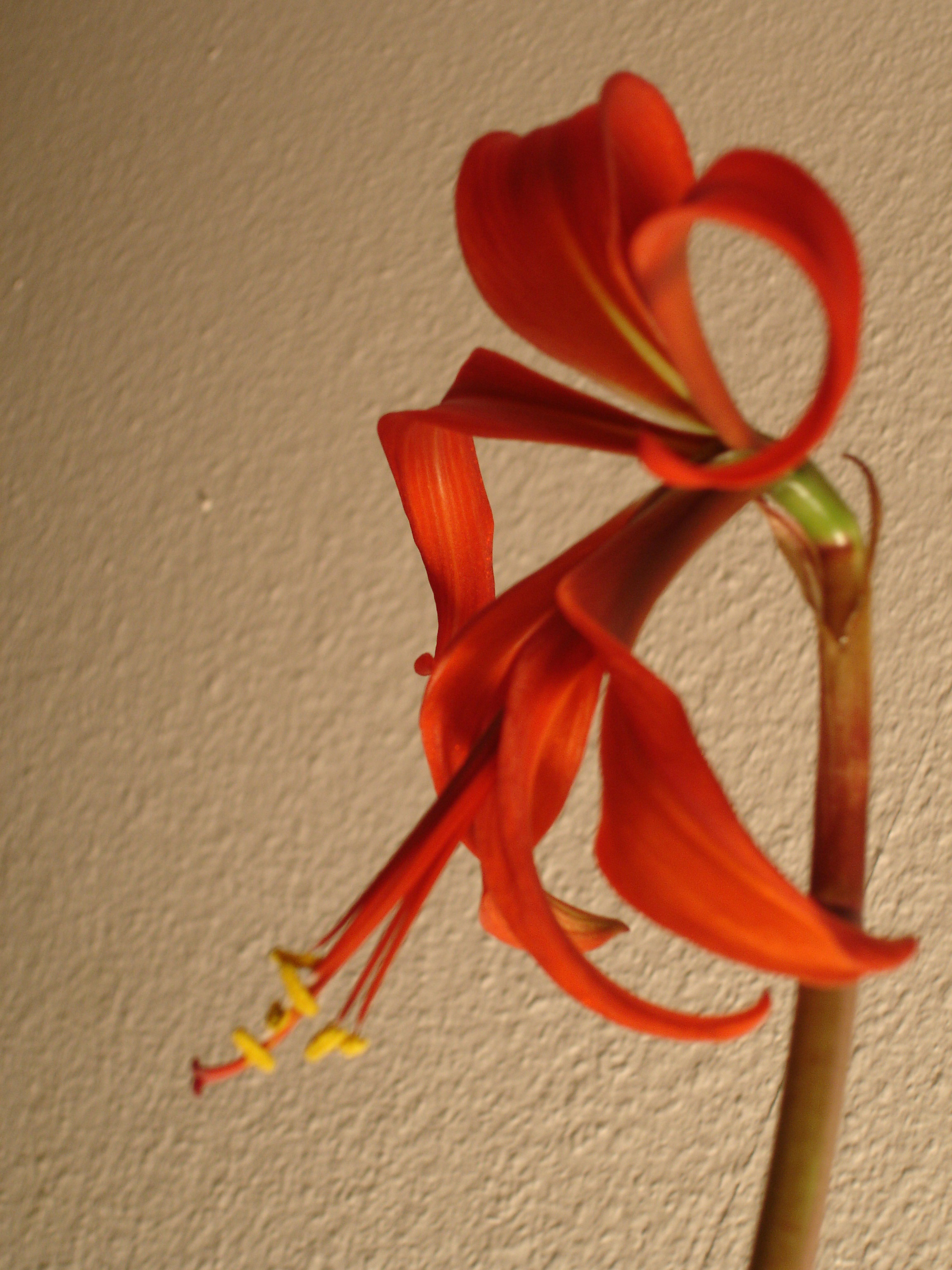
Sprekelia formosissima

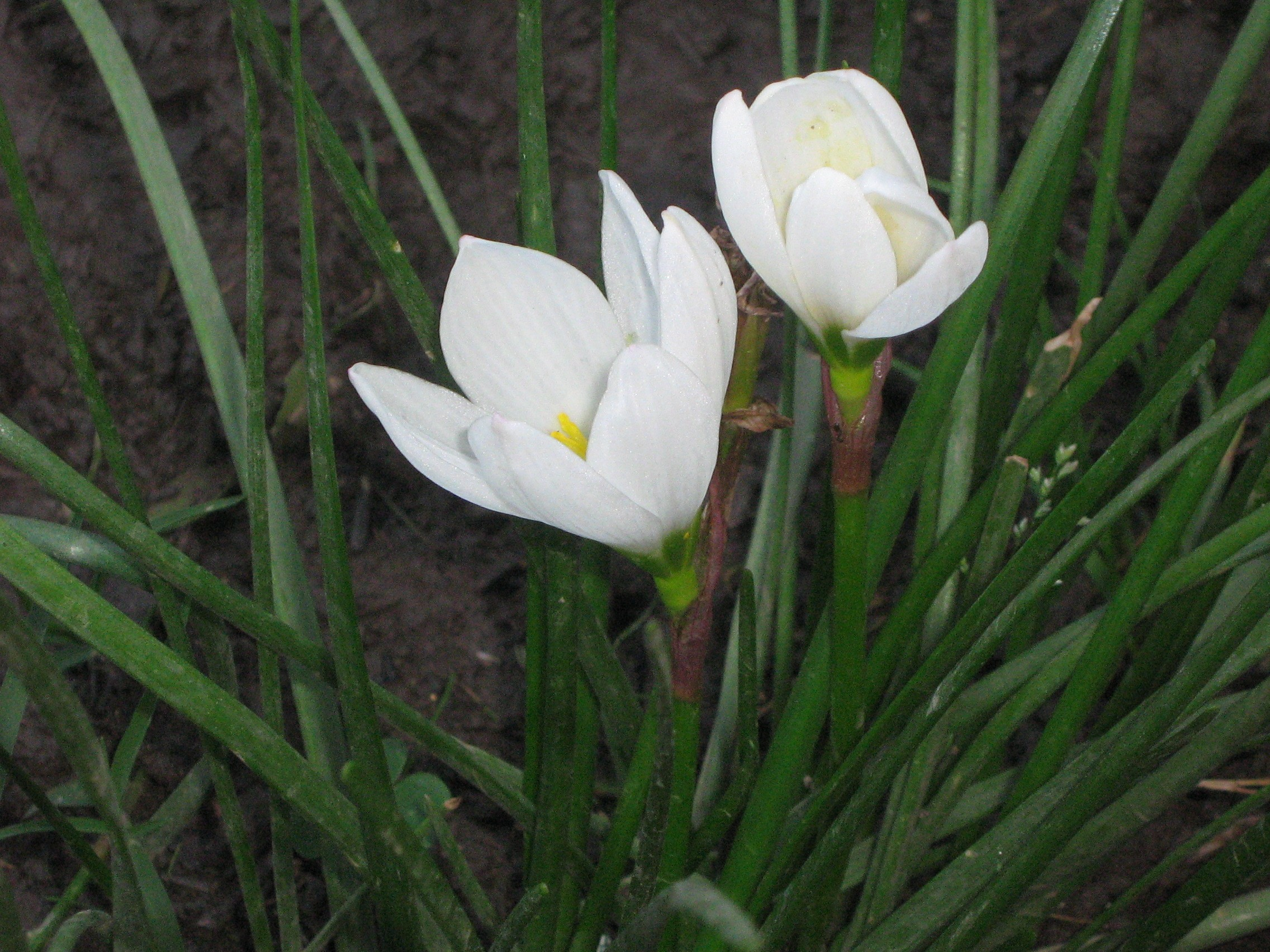
Zephyranthes candida

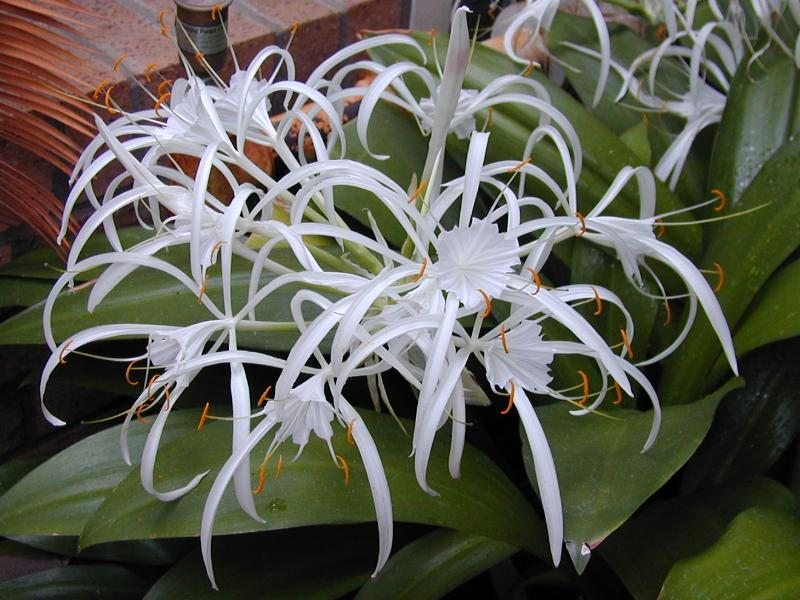
Hymenocallis caribaea

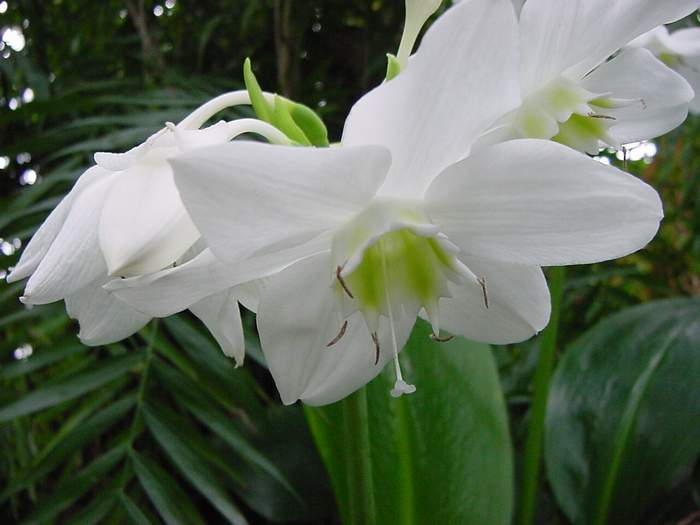
Urceolina amazonica

- Sottofamiglia Agapanthoideae Endl., 1836
  - Agapanthus L’Hér., 1789
- Sottofamiglia Allioideae Herb.
  - Tribù Allieae Dumort., 1827
    - Allium L., 1753

  - Tribù Leucocoryneae Ravenna
    - Ipheion Raf.
    - Latace Phil.
    - Leucocoryne Lindl.
    - Nothoscordum Kunth
    - Tristagma  Poepp.

  - Tribù Gilliesieae Baker
    - Gilliesia Lindl.
    - Miersia Lindl.
    - Schickendantziella Speg.
    - Trichlora Baker

  - Tribù Tulbaghieae Endl. ex Meisn., 1842
    - Tulbaghia L.
- Sottofamiglia Amaryllidoideae Burnett, 1835
  - Amaryllideae Dumort., 1829
    - Amaryllis L.
    - Ammocharis Herb.
    - Boophone Herb.
    - Brunsvigia Heist.
    - Crinum L.
    - Crossyne 
    - Hessea Herb.
    - Namaquanula D.Müll.-Doblies & U.Müll.-Doblies
    - Nerine Herb.
    - Strumaria Jack.

  - Calostemmateae D.Müll.-Doblies & U.Müll.-Doblies, 1996
    - Calostemma R.Br.
    - Proiphys Herb.

  - Cyrtantheae Traub, 1938
    - Cyrtanthus Aiton

  - Haemantheae Hutch., 1934
    - Apodolirion Baker
    - Clivia Lindl.
    - Cryptostephanus Welw. ex Baker
    - Haemanthus L.
    - Scadoxus Raf.

  - Lycorideae Traub ex D.Müll.-Doblies & U.Müll.-Doblies, 1996
    - Lycoris Herb.
    - Ungernia Bunge

  - Galantheae Parl., 1858
    - Acis Salisb.
    - Galanthus L.
    - Hannonia Braun-Blanq. & Maire
    - Lapiedra Lag.
    - Leucojum L.
    - Vagaria Herb.

  - Pancratieae Dumort., 1829
    - Pancratium Dill. ex L.

  - Narcisseae Lam. & DC.
    - Narcissus L.
    - Sternbergia Waldst. & Kit.

  - Griffinieae Ravenna, 1974
    - Cearanthes Ravenna
    - Griffinia Ker Gawl.
    - Worsleya (Traub) Traub

  - Hippeastreae Herb. ex Sweet, 1829
    - Sottotribu Hippeastrinae
      - Hippeastrum Herb.
      - Phycella Lindl.
      - Rhodolirium Phil.
      - Traubia Moldenke

    - Sottotribu Zephyranthinae
      - Sprekelia Heist.
      - Zephyranthes Herb.

  - Eustephieae Hutch., 1934
    - Chlidanthus 
    - Eustephia Cav.
    - Hieronymiella Pax
    - Pyrolirion Herb.

  - Hymenocallideae Small, 1933
    - Hymenocallis Salisb.
    - Ismene Salisb. ex Herb.
    - Leptochiton Sealy

  - Stenomesseae Traub, 1963 (include Clinantheae)
    - Clinanthus Herb.
    - Eucrosia Ker Gawl.
    - Mathieua Klotzsch
    - Pamianthe Stapf
    - Paramongaia Dill. ex L.
    - Phaedranassa Herb.
    - Rauhia Traub
    - Stenomesson Herb.

  - Eucharideae Hutch., 1934
    - × Calicharis Meerow
    - Caliphruria Herb.
    - Plagiolirion Baker
    - × Urceocharis Mast.
    - Urceolina Rchb.

  - Gethyllideae Dumort., 1829
    - Gethyllis L.

## Usi
La famiglia ha interesse ornamentale con i generi Agapanthus, Amaryllis, Hippeastrum, Clivia, Narcissus, Hymenocallis.